# Michel Piccoli

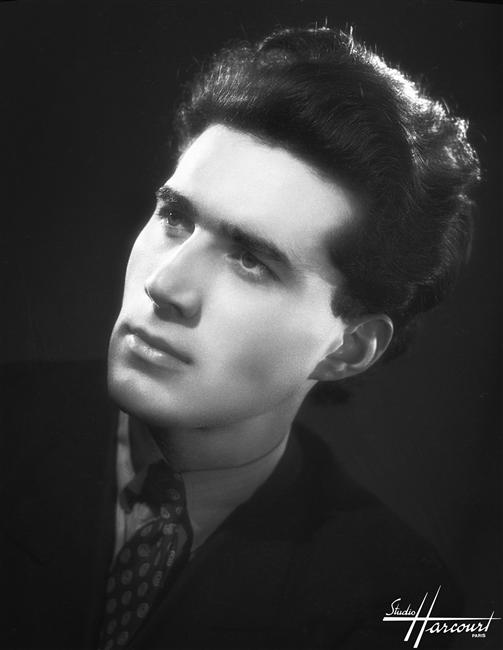
Michel Piccoli in 1945

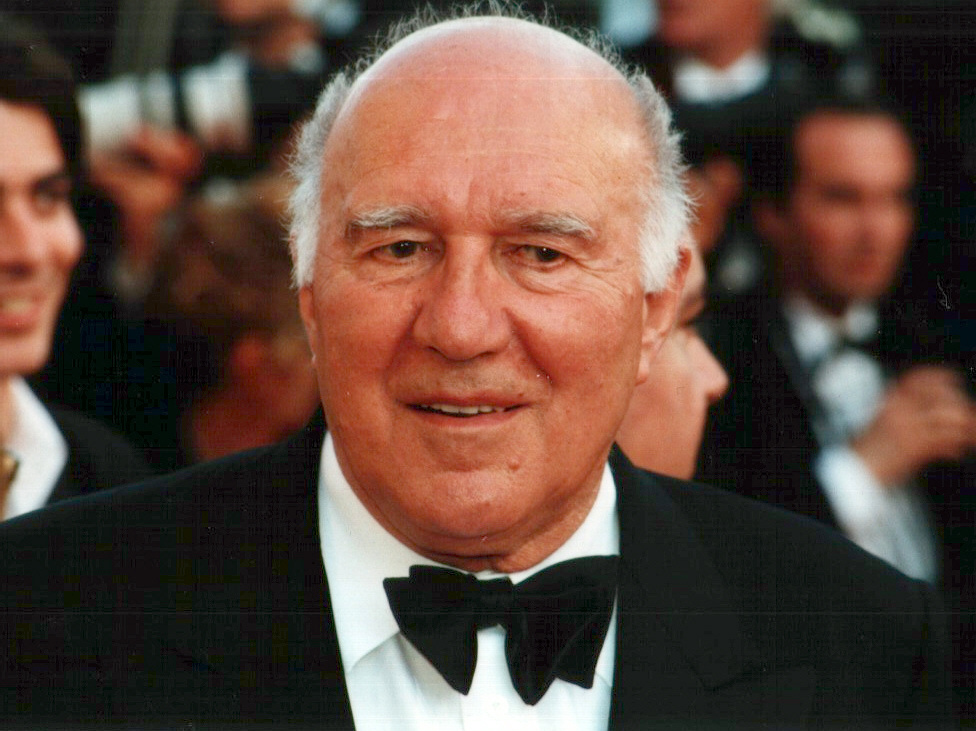
Michel Piccoli in 2000

Jacques Daniel Michel Piccoli (Parijs, 27 december 1925 — Saint-Philbert-sur-Risle, 12 mei 2020) was een Frans acteur en filmregisseur.

## Leven en werk
Michel Piccoli kwam uit een familie van musici: zijn Zwitserse vader Henri Piccoli (afkomstig uit het kanton Ticino) was violist, zijn moeder Marcelle Expert-Bezançon was pianiste. Haar vader was een rijke industrieel en bekende politicus. 
Piccoli's filmdebuut vond plaats in 1945 met een klein rolletje in Sortilèges van Christian-Jaque. De eerste film waarbij hij in de credits genoemd werd was  Le point du jour van Louis Daquin in 1949. Gedurende de jaren vijftig speelde hij bijrollen in vele films, maar een grote naam werd hij nog niet. Hij werd in het Parijs van die tijd ook politiek actief en is dat steeds gebleven. Hij verkeerde in de linkse kringen van Jean-Paul Sartre en Simone de Beauvoir, werd lid van de communistisch-pacifistische Mouvement de la paix en keerde zich tegen de door geld geregeerde wereld waaruit de familie van zijn moeder voortkwam. 
Het acteertalent van Michel Piccoli werd pas echt opgemerkt in de politiefilm Le Doulos (Jean-Pierre Melville, 1961). Twee jaar later brak hij definitief door bij het grote publiek dankzij het nouvelle-vaguedrama Le Mépris (Jean-Luc Godard, 1963). Hij werkte met de grootste Franse cineasten, zoals Claude Chabrol, Jacques Rivette, Claude Sautet, Michel Deville, Louis Malle, Yves Boisset en Francis Girod. Ook heel wat buitenlandse filmauteurs deden op hem een beroep: hij werkte acht keer samen met Marco Ferreri, zes keer met Luis Buñuel en vijf keer met Manoel de Oliveira. Hij speelde ook in films van Alfred Hitchcock, Marco Bellocchio, Ettore Scola, Jerzy Skolimowski, Luis Berlanga en Youssef Chahine. Hij was te zien in ongeveer 200 films en gold tientallen jaren als een van de meest vooraanstaande acteurs in de Franse en internationale filmwereld..
Hij bleef ook politiek geëngageerd. Hij nam in 1974 en 1981 deel aan de presidentiële verkiezingscampagnes van François Mitterrand, ondersteunde Amnesty International en was een felle bestrijder van de opvattingen van het Front National van Jean-Marie Le Pen.
Piccoli trouwde drie keer. Hij was eerst gehuwd met de actrice Éléonore Hirt met wie hij een dochter kreeg. In 1965 ontmoette hij zangeres en actrice Juliette Gréco. Ze trouwden een jaar later en scheidden in 1977. In 1978 trouwde Piccoli met de scenariste Ludivine Clerc. Ze adopteerden twee kinderen van Poolse afkomst.
Michel Piccoli overleed op 94-jarige leeftijd aan de complicaties na een beroerte.

## Filmografie (selectie)

### Acteur
- 1955 - La Mort en ce jardin (Luis Buñuel)
- 1957 - Nathalie (Christian-Jaque)
- 1957 - Rafles sur la ville (Pierre Chenal)
- 1959 - La Bête à l'affût (Pierre Chenal)
- 1961 - Le Doulos (Jean-Pierre Melville)
- 1962 - Le Jour et l'Heure (René Clément)
- 1963 - Le Mépris (Jean-Luc Godard)
- 1963 - Le Journal d'une femme de chambre (Luis Buñuel)
- 1965 - Compartiment tueurs (Costa-Gavras)
- 1966 - Les Créatures (Agnès Varda)
- 1966 - Un homme de trop (Costa-Gavras)
- 1967 - Belle de Jour (Luis Buñuel)
- 1967 - Benjamin ou les Mémoires d'un puceau (Michel Deville)
- 1968 - La Chamade (Alain Cavalier)
- 1968 - Diabolik (Mario Bava)
- 1968 - Dillinger est mort (Dillinger è morto) (Marco Ferreri)
- 1969 - Topaz (Alfred Hitchcock)
- 1970 - Les Choses de la vie (Claude Sautet)
- 1970 - Max et les ferrailleurs (Claude Sautet)
- 1971 - La Poudre d'escampette (Philippe de Broca)
- 1971 - La Décade prodigieuse (Claude Chabrol)
- 1971 - L'Udienza (L'Audience) (Marco Ferreri)
- 1972 - Liza (Marco Ferreri)
- 1972 - L'Attentat (Yves Boisset)
- 1972 - Les Noces rouges (Claude Chabrol)
- 1972 - Le Charme discret de la bourgeoisie (Luis Buñuel)
- 1973 - Themroc (Claude Faraldo)
- 1973 - La Femme en bleu (Michel Deville)
- 1973 - La Grande Bouffe (Marco Ferreri)
- 1973 - Grandeur nature (Luis Berlanga)
- 1974 - Touche pas à la femme blanche! (Marco Ferreri)
- 1974 - Le Trio infernal (Francis Girod)
- 1974 - Le Fantôme de la liberté (Luis Buñuel)
- 1974 - Vincent, François, Paul... et les autres (Claude Sautet)
- 1975 - Sept morts sur ordonnance (Jacques Rouffio)
- 1976 - F ... comme Fairbanks (Maurice Dugowson)
- 1976 - Todo modo (Elio Petri)
- 1976 - L'Ultima donna (La Dernière Femme) (Marco Ferreri)
- 1976 - Mado (Claude Sautet)
- 1977 - René la Canne (Francis Girod)
- 1977 - Des enfants gâtés (Bertrand Tavernier)
- 1977 - L'Imprécateur (Jean-Louis Bertuccelli)
- 1978 - La Part du feu (Étienne Périer)
- 1978 - L'État sauvage  (Francis Girod)
- 1978 - Le Sucre (Jacques Rouffio)
- 1979 - Le Mors aux dents (Laurent Heynemann)
- 1979 - Atlantic City (Louis Malle)
- 1980 - Salto nel vuoto (Marco Bellocchio)
- 1981 - La Fille prodigue (Jacques Doillon)
- 1981 - Une étrange affaire (Pierre Granier-Deferre)
- 1981 - Espion, lève-toi (Yves Boisset)
- 1982 - Passion (Jean-Luc Godard)
- 1982 - Gli occhi, la bocca (Les Yeux, la Bouche) (Marco Bellocchio)
- 1982 - La Passante du Sans-Souci (Jacques Rouffio)
- 1982 - Une chambre en ville (Jacques Demy)
- 1982 - La Nuit de Varennes (Ettore Scola)
- 1982 - Le Prix du danger (Yves Boisset)
- 1983 - La Diagonale du fou (Richard Dembo)
- 1983 - Viva la vie (Claude Lelouch)
- 1984 - Success Is the Best Revenge (Jerzy Skolimowski)
- 1984 - Péril en la demeure (Michel Deville)
- 1985 - Mon beau-frère a tué ma soeur (Jacques Rouffio)
- 1985 - Partir, revenir (Claude Lelouch)
- 1986 - Mauvais Sang (Leos Carax)
- 1986 - Le Paltoquet (Michel Deville)
- 1986 - La Puritaine (Jacques Doillon)
- 1986 - La Rumba (Roger Hanin)
- 1987 - Maladie d'amour (Jacques Deray)
- 1988 - Y'a bon les blancs (Come sono buoni i bianchi) (Marco Ferreri)
- 1989 - Milou en mai (Louis Malle)
- 1991 - La Belle Noiseuse (Jacques Rivette)
- 1991 - Le Bal des casse-pieds (Yves Robert)
- 1992 - Archipel (Pierre Granier-Deferre)
- 1993 - Ruptures(s) (Christine Citti)
- 1994 - L'Ange noir (Jean-Claude Brisseau)
- 1995 - Beaumarchais, l'insolent (Edouard Molinaro)
- 1996 - Compagna di viaggio (Peter del Monte)
- 1999 - Les Acteurs (Bertrand Blier)
- 1999 - Rien sur Robert (Pascal Bonitzer)
- 2000 - Tout va bien, on s'en va (Claude Mouriéras)
- 2001 - Je rentre à la maison (Manoel de Oliveira)
- 2003 - Ce jour-là (Raúl Ruiz)
- 2003 - La Petite Lili (Claude Miller)
- 2005 - Le Miroir magique (Manoel de Oliveira)
- 2006 - Belle toujours (Manoel de Oliveira)
- 2006 - Ne touchez pas la hache (Jacques Rivette)
- 2007 - Les Toits de Paris (Hiner Saleem)
- 2007 - Boxes (Jane Birkin)
- 2008 - La Poussière du temps (Theo Angelopoulos)
- 2011 - Habemus Papam (Nanni Moretti)
- 2012 - Vous n'avez encore rien vu (Alain Resnais)
- 2012 - Holy Motors (Leos Carax)
- 2012 - As linhas de Torres Vedras (Valeria Sarmiento)
- 2013 - Le Goût des myrtilles (Thomas de Thier)

### Filmregisseur
- 1991 - Contre l'oubli
- 1994 - Train de nuit
- 1997 - Alors voilà
- 2001 - La plage noire

## Prijzen
- 1980 - Le Saut dans le vide: prijs voor de Beste acteur op het Filmfestival van Cannes
- 1982 - Une étrange affaire: Zilveren Beer op het Internationaal filmfestival van Berlijn voor de beste acteur
- 2001 - Prix Europe pour le théâtre
- 2007 - Les Toits de Paris: Gouden Luipaard voor de beste mannelijke vertolking op het Internationaal filmfestival van Locarno
- 2012 - Habemus Papam: Premi David di Donatello voor de beste mannelijke hoofdrol
- Piccoli werd ook 4 keer genomineerd voor de César voor Beste acteur
  - 1982 - Une étrange affaire
  - 1985 - La Diagonale du fou
  - 1991 - Milou en mai
  - 1992 - La Belle Noiseuse

## Publicaties
- Dialogues égoïstes, in samenwerking met Alain Lacombe, Olivier Orban éditeur, 1976
- J’ai vécu dans mes rêves, in samenwerking met Gilles Jacob, Éditions Grasset, 2015

- Bibsys: 90855055
- Biblioteca Nacional de España: XX1060482
- Bibliothèque nationale de France: cb121351717 (data)
- Catàleg d'autoritats de noms i títols de Catalunya: 981058525157206706
- Gemeinsame Normdatei: 118940937
- International Standard Name Identifier: 0000 0001 2148 417X
- Library of Congress Control Number: n91127248
- Nationale Bibliotheek van Letland: 000223465
- MusicBrainz: dc7205b5-928d-4dce-a52f-ada66b1f8dff
- Nationale Bibliotheek van Tsjechië: kup19960000076670
- Nationale bibliotheek van Australië: 35756452
- Nationale Bibliotheek van Israël: 987007439105905171
- Nationale Bibliotheek van Polen: a0000002970168
- Nationale en Universitaire bibliotheek Zagreb: 000046431
- Nederlandse Thesaurus van Auteursnamen: 070100330
- Réseau des bibliothèques de Suisse occidentale: 02-A003692138
- Istituto Centrale per il Catalogo Unico: RAVV088421
- SNAC: w6d225zm
- Système universitaire de documentation: 029803675
- Trove: 1073290
- Virtual International Authority File: 115031380
- WorldCat: E39PBJpdPFKkyww4dFctDvXWXd